# Gnash (logiciel)
Pour les articles homonymes, voir Gnash.
Gnash est un lecteur multimédia utilisé pour la lecture de fichiers SWF et FLV,. Gnash est disponible à la fois en tant que lecteur autonome pour les ordinateurs de bureau et les appareils intégrés , ainsi qu'en tant que plug -in pour plusieurs navigateurs. Il fait partie du projet GNU et est une alternative libre et open-source à Adobe Flash Player. Il est développé à partir du projet Gameswf.

## Caractéristiques
Gnash est disponible pour de nombreuses distributions GNU/Linux, ainsi que pour les systèmes d'exploitation FreeBSD, NetBSD, OpenBSD, IRIX, Microsoft Windows. Une version pour Darwin est prévue.  Il possède de nombreuses fonctionnalités de la version 7 de Flash. Il supporte toutes les classes ActionScript 2, mais toutes les méthodes ne sont pas encore complètement supportées ; des développeurs supplémentaires rejoignent le projet dans cette optique.
Fork du logiciel GameSWF (en), dont le code source est dans le domaine public, il utilise OpenGL pour le rendu graphique. Il est écrit dans le langage de programmation C++. 
Car il n'existait pas d'alternative libre à Flash Player avant sa création, Gnash est considéré comme un projet prioritaire par la Free Software Foundation. De plus, Flash n'étant disponible que sur un nombre restreint d'architectures et de systèmes d'exploitation, les utilisateurs de certains systèmes d’exploitation libres pour 64 bits ou pour PowerPC ne pouvaient pas visualiser des animations flash.
Le projet Gnash est hébergé par Savannah et est développé principalement par Rob Savoye.